# Orquesta Sinfónica de Hamburgo
La Orquesta Sinfónica de Hamburgo (en alemán: Symphoniker Hamburg) es una orquesta alemana con sede en Hamburgo, Alemania. Fundada en 1957, es una de las tres mayores orquestas de la ciudad. La Orquesta Sinfónica de Hamburgo es la orquesta residente de la Laeiszhalle, uno de los mayores auditorios de Hamburgo. Además de los conciertos sinfónicos, la Sinfónica de Hamburgo ejerce regularmente las labores de orquesta residente para óperas y ballets en la Ópera Estatal de Hamburgo. También ofrece repertorio para niños en su temporada de conciertos, así como conciertos anuales al aire libre, celebrados en el patio central del ayuntamiento de Hamburgo. 
La Orquesta Sinfónica de Hamburgo dio su primer concierto el 16 de octubre de 1957 bajo la dirección de su primer director de orquesta, Robert Heger. Heger siguió en el cargo hasta 1961. Sus sucesores incluyen a Heribert Beissel, el director principal más longevo hasta la fecha, entre los años 1972 a 1986, Carlos Kalmar (1987-1991), Miguel Gómez-Martínez (1992-1999) y Yoav Talmi (2000-2004). Entre los principales directores invitados se incluyen figuras como István Kertész. Andrey Boreyko fue su director principal desde 2004 hasta su repentina renuncia en el otoño de 2007.
Jeffrey Tate fue nombrado para el puesto de director en octubre de 2007 y asumió el cargo en la primavera de 2008. En febrero de 2014, la orquesta anunció la extensión del contrato de Tate hasta 2019.  Tate ocupó la dirección principal de Hamburgo hasta su muerte, acaecida el 2 de junio de 2017. En febrero de 2018 se hizo público el nombramiento de Sylvain Cambreling como su director principal, cargo que se hizo efectivo a partir de la temporada 2018-2019.  
Las grabaciones de la Orquesta Sinfónica de Hamburgo suelen aparecer en sellos como Dabringshaus und Grimm, Edel classics y Deutsche Grammophon (Deutscher Schallplattenpreis ECHO Klassik). 

## Directores principales
- Robert Heger (1957-1961)
- Gabor Ötvös (1961-1967)
- Wilfried Boettcher (1967-1971)
- Heribert Beissel (1972-1986)[5]
- Carlos Kalmar (1987-1991)
- Miguel Gómez-Martínez (1992-1999)
- Yoav Talmi (2000-2004)
- Andrey Boreyko (2004-2007)
- Sir Jeffrey Tate (2009-2017)
- Sylvain Cambreling (2018-act.)